# رسلمانیا ۳۵
رِسِلمانیا ۳۵ (به انگلیسی: WrestleMania 35) سی و پنجمین دوره از رویداد غیر رایگان (Pay-Per-View) رسلمانیا می‌باشد که توسط کمپانی دبلیودبلیوئی برای هردو برَند راو و اسمک‌دَون تهیه می‌شود و این دوره اش هم در ۷ آوریل ۲۰۱۹ در مجموعه ورزشی مِت‌لایف شهر رادرفورد شرقی ایالت نو جرزی برگزار شد. این رویداد، اولین رسلمانیا در تاریخ است که مسابقه اصلی آن، مسابقه زنان بود.
شانزده مسابقه در این رویداد برگزار شد که چهار مسابقه در بخش پیش‌نمایش بودند. مسابقه‌اصلی این رویداد از نوع مسابقه برنده صاحب همه تریپل ترت برای قهرمانی هر دو کمربند زنان راو و اسمک‌داون بین راندا رَوزی، شارلوت فلر و بکی لینچ برگزار شد که بکی لینچ با پیروزی در این مسابقه تاریخ‌سازی کرد و دابِل چمپیون شد. همچنین در دیگر مسابقات مهم، کوفی کینگستون مقابل دنیل براین پیروز شد تا پس از یازده سال تلاش، برای اولین بار قهرمان کمربند دبلیودبلیوئی شود و سث رالینز هم بر براک لزنر چیره شد تا اولین بار قهرمان کمربند یونیورسال دبلیودبلیوئی شود. در این رویداد همچنین شاهد بازنشستگی کرت انگل و باتیستا بودیم: انگِل مسابقه خداحافظی‌اش را به بارون کوربین باخت و باتیستا هم پس از شکست خوردن از تریپل اچ طی یک مسابقه نو هولدز بارد، از کشتی حرفه‌ای خداحافظی کرد. البته قرارداد مسابقه این بود که اگر تریپل اچ ببازد باید بازنشسته شود. در این رویداد شاهد برگزاری مسابقه ۴ جانبه بر سر کمربند تگ تیم زنان بودیم که " د باس ان هاگ کانکشن"(ساشا بنکس و بِیلی) و "آیکانیکس"(بیلی کی و پیتون رویس) و  "ناتالیا و بث فینیکس" و "نایا جکس و تامینا" بودیم که آیکانیکس(پیتون رویس و بیلی کی) بر دیگر رقبا چیره شدند

## زمینه سازی
رسلمانیا به عنوان بهترین رویداد سالانه دبلیودبلیوئی و نماد این کمپانی معرفی می‌شود؛ چرا که قدیمیترین و دارای بیشترین تعداد برگزاری در تاریخ کشتی حرفه‌ای و در دبلیودبلیوئی از نظر اهمیت برابر سوپر بول در ورزش لیگ فوتبال ملی در کشور آمریکا است.
این رویداد شامل مسابقاتی بین دشمنی‌های موجود، ماجراهای پیش آمده و داستان‌هایی خواهد بود که پیش از این در برنامه‌های راو یا اسمک داون پخش شده بود. کشتی‌گیرها با توجه به مسابقات یا سری اتفاقاتی که برایشان رخ می‌دهد، تنش را به حد اکثر می‌رساند و نقش منفی یا قهرمان به خود می‌گیرند.

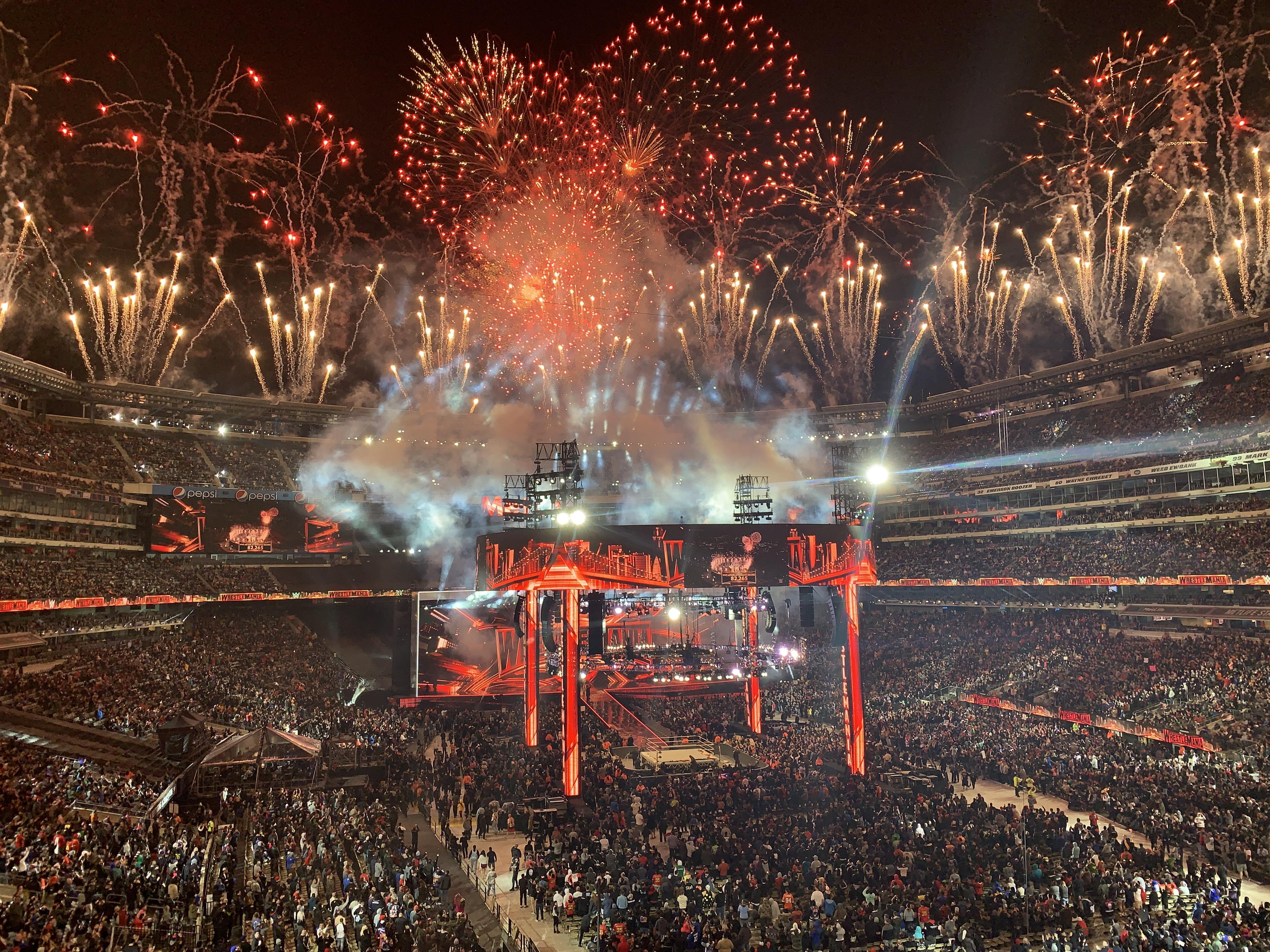
مجموعه ورزشی مِت‌لایف هنگام برگزاری رسلمانیا ۳۵

این اولین رسلمانیا در نو جرزی از سال ۲۰۱۳ بود (در همان مجموعه ورزشی). در کل هم این چهارمین رسلمانیا در نو جرزی (۴، V، ۲۹), و ششمین آن در منطقه کلان‌شهری نیویورک (I، ۲، X، XX، ۲۹) بود.
دو آهنگ رسمی برای این رویداد اعلام شد. عشق تمام شود با اجرای وان‌ریپابلیک آهنگ اصلی و Work با اجرای Chris Classic آهنگ دوم بود.
در ۵ نوامبر ۲۰۱۸، بسته‌های مسافرتی به فروش رسیدند؛ در ۱۶ نوامبر ۲۰۱۸، بلیط‌ها به فروش گذاشته شدند، قیمت بلیط‌های تک نفره بین $۳۵ تا $۲,۵۰۰ بود.
در راو ۱۱ مارچ، کشتی‌گیر کنونی الکسا بلیس به‌عنوان مجری رسمی رسلمانیا ۳۵ اعلام شد. در قسمت بعد آن هم، الایِس اعلام کرد که یک اجرای زنده در رسلمانیا خواهد داشت.
در رویال رامبل، سث رالینز با پیروزی در مسابقه رامبل، حق انتخاب برای مسابقه در رسلمانیا ۳۵ برای قهرمانی کمربند دبلیودبلیوئی یا کمربند یونیورسال دبلیودبلیوئی را به دست آورد که بعد از اینکه در راو شب بعد، تریپل اچ به او گفت که یکی را انتخاب کند و بعد از درگیری او با لزنر و هیمن در آن شب، البته انتخاب او، کمربند یونیورسال و براک لزنر بود. آخرین رویارویی رالینز و لزنر در رسلمانیا ۳۱ بود که در اواخر آن مسابقه که بین لزنر و رومن رینز بود، رالینز چمدان مانی این د بنک خود را کَش کرد و مسابقه تبدیل به تریپل ترت شد و رالینز با پین کردن رینز، قهرمان کمربند دبلیودبلیوئی سنگین‌وزن جهان شد که در اختیار لزنر بود (و اکنون کمربند دبلیودبلیوئی نامیده می‌شود). رالینز و لزنر آخرین رویارویی خود پیش از رسلمانیا را در راو ۱ آپریل با هم داشتند که طی آن، رالینز موفق شد دو بار به لزنر ضربه غیرقانونی(Low Blow) و یک بار هم کرب استامپ(Curb Stomp) بزند.
به مناسبت اسمک‌داون ۱۰۰۰ که در ۱۶ اکتبر ۲۰۱۸ برگزار شد، باتیستا، که آخرین بار در سال ۲۰۱۴ در دبلیودبلیوئی کشتی گرفته بود، در کنار ریک فلر، رندی اورتن و تریپل اچ و برای دور هم بودن گروه قدیمی اِوُلوشِن در رینگ حضور یافت. در این بخش برنامه، باتیستا فلر و رندی اورتن را تحسین کرد. او سپس به تریپل اچ هم برای دستیابی به هر موفقیتی در دبلیودبلیوئی به جز شکست او(باتیستا) تبریک گفت؛ طی اولین مسابقه‌های باتیستا در سال ۲۰۰۵، او سه بار با تریپل اچ مسابقه داد که هر سه بار باتیستا به پیروزی رسید. در آن قسمت اسمک‌داون، آن‌دو پس از خیره شدن به هم، سرانجام هم را در آغوش گرفتند تا به نظر آید مشکلی بینشان نیست. در راو ۲۵ فوریه ۲۰۱۹، مراسمی برای تولد هفتاد سالگی ریک فلر ترتیب داده شد، همه منتظر بودند ولی او در رینگ حاضر نشد. سپس دوربین باتیستا را در پشت صحنه نشان داد که فلر را مورد ضرب و شتم قرار داد و سپس در دوربین خطاب به تریپل اچ گفت: "حالا حواست به من هست؟!". هفته بعد تریپل اچ از باتیستا خواست که با او روبرو شود. تریپل اچ دوباره در راو ۱۱ مارچ، باتیستا را به رینگ فرا خواند که باتیستا در بیرون رینگ حاضر شد و در یک پرومو زیبا به تریپل اچ گفت که میخواهد آخرین مسابقه‌اش را خودش تعیین کند و همچنین با عصبانیت به تریپل اچ گفت: "خوب میدونی من چی میخوام، چیزی که میخوام رو به من بده" تریپل اچ هم که منظور او را میدانست، پذیرفت که در رسلمانیا او به مصاف باتیستا خواهد رفت، البته او گفت که این مسابقه از نوع نو هولدز بارد خواهد بود. باتیستا بعدتر توضیح داد که تنفرش از تریپل اچ به قبل از اوُلوشن برمی‌گردد و اینکه تریپل اچ همواره او را خوار می‌شمرده و از او برای اهداف خودش استفاده کرده است. سپس باتیستا تصمیم گرفت که او با تریپل اچ تنها در صورتی روبرو خواهد شد که تریپل اچ بپذیرد که در صورت باخت، به دوران کاری کشتی حرفه‌ای خود پایان دهد. تریپل اچ گفت که باتیستا همواره سعی کرده به بهانه‌ای، جا بزند و از کمپانی خارج شود، ولی گفت که اینبار این بهانه را به باتیستا نخواهد داد، پس شرط باتیستا را پذیرفت.
در راو ۱۱ مارچ ۲۰۱۹، هال آو فیمرِ دبلیودبلیوئی، کرت انگل اعلام کرد که مسابقه‌اش در رسلمانیا ۳۵ آخرین مسابقه‌اش خواهد بود.
برای هفته‌ها، ای‌جی استایلز و رندی اورتن همواره در پشت صحنه برنامه‌های اسمک‌داون با هم برخوردهایی داشته و به هم توهین می‌کردند. در الیمینیشن چمبر و در مسابقه الیمینیشن چمبر برای قهرمانی کمربند دبلیودبلیوئی هم، اورتن استایلز را حذف کرد. در فست‌لین پس از اینکه اورتن از پشت به الایس آرکی‌اُ زد، استایلز بر روی اورتن، حرکت فِنامنال فورارم را اجرا کرد. در اسمک‌داون پس از آن رویداد، اورتن وارد رینگ شد و گفت "اسمک‌داون خانه‌ای نیست که ای‌جی استایلز ساخته" بلکه "خانه‌ایست که رندی اورتن ساخته". سپس اورتن دوران حرفه‌ای خود را با استایلز مقایسه کرد، اینکه چطور او از سال ۲۰۰۲ وارد اسمک‌داون شد و بسیار هم موفق بود ولی استایلز بیشتر دوران کاری‌اش(۱۹۹۸ تا ۲۰۱۶) را در ایندیپندنت سرکیت (کمپانی‌های مستقل) فعالیت می‌کرد و تازه در سال ۲۰۱۶ وارد دبلیودبلیوئی شده؛ او حتی در مورد دورانی که استایلز در تی‌اِن‌اِی با دیکسی کارتر و همچنین در رینگ آو آنر فعالیت داشت هم نام به میان آورد. سپس استایلز گفت که اورتن فقط بخاطر پیشینه خانوادگی‌اش و کمک افرادی مثل ریک فلر و گروههایی مثل اِوُلوشِن، رِیتد آرکِی‌اُ و لِگِسی موفق بوده ولی استایلز مجبور بوده همه چیز را خودش بدست آورَد. پس از اینکه آنها به توهین به یکدیگر ادامه دادند، استایلز اورتن را به مسابقه‌ای در رسلمانیا فراخواند. بعدتر، برگزاری این مسابقه بین آنها تایید شد.
در راو ۲۲ اکتبر ۲۰۱۸، رومن رینز به مرخص رفت تا به کنترل و درمان بیماری سرطان خون بپردازد. در راو ۲۵ فوریه ۲۰۱۹، او بازگشت و اعلام کرد که در حال بهبود است و به میادین بازگشته است. او از برادرانش در شیلد یعنی سث رالینز و دین امبروز خواست تا فقط برای یک شب دیگر هم که شده با هم متحد شوند چون او متوجه شده که زندگی خیلی کوتاه است، آنها پذیرفتند و بنابراین قرار شد برای آخرین بار به عنوان گروه رویایی شیلد در کنار هم در فست‌لین مسابقه دهند. در فست‌لین  آنها موفق شدند تیم بارون کوربین، بابی لشلی و درو مک‌اینتایر را شکست دهند. آنها در میانه مسابقه، حرکت تمام‌کننده خود یعنی تریپل پاوربام را روی مک‌اینتایر انجام دادند و او را در میز گزارشگران کوبیدند. شب بعد در راو، رینز که به طول پنج ماه در راو مسابقه نداده بود وارد رینگ شد تا با کوربین مسابقه دهد ولی مک‌اینتایر پیش از آغاز مسابقه به او حمله کرد. امبروز در همان شب با مک‌اینتایر مسابقه پیروزی در هر مکان داد که مک‌اینتایر او را هم در هم کوبید و پیروز شد. هفته بعد  هم مک‌اینتایر، رومن رینز را به یک مسابقه در رسلمانیا ۳۵ فراخواند و در همان شب، رالینز را هم شکست داد. در راو ۲۵ مارچ، بعد از اینکه مک‌اینتایر قضیه سرطان رینز و همچنین خانواده او را پیش کشید، رینز چالش او را پذیرفت. هفته بعد، رینز گفت اگرچه حمله مک‌اینتایر به او باعث شد رینز هفته‌ها نتواند مسابقه دهد ولی حالا او آماده مسابقه با مک‌اینتایر در رسلمانیا است. سپس مک‌اینتایر از پشت به او حمله کرد.

### مسابقه اصلی

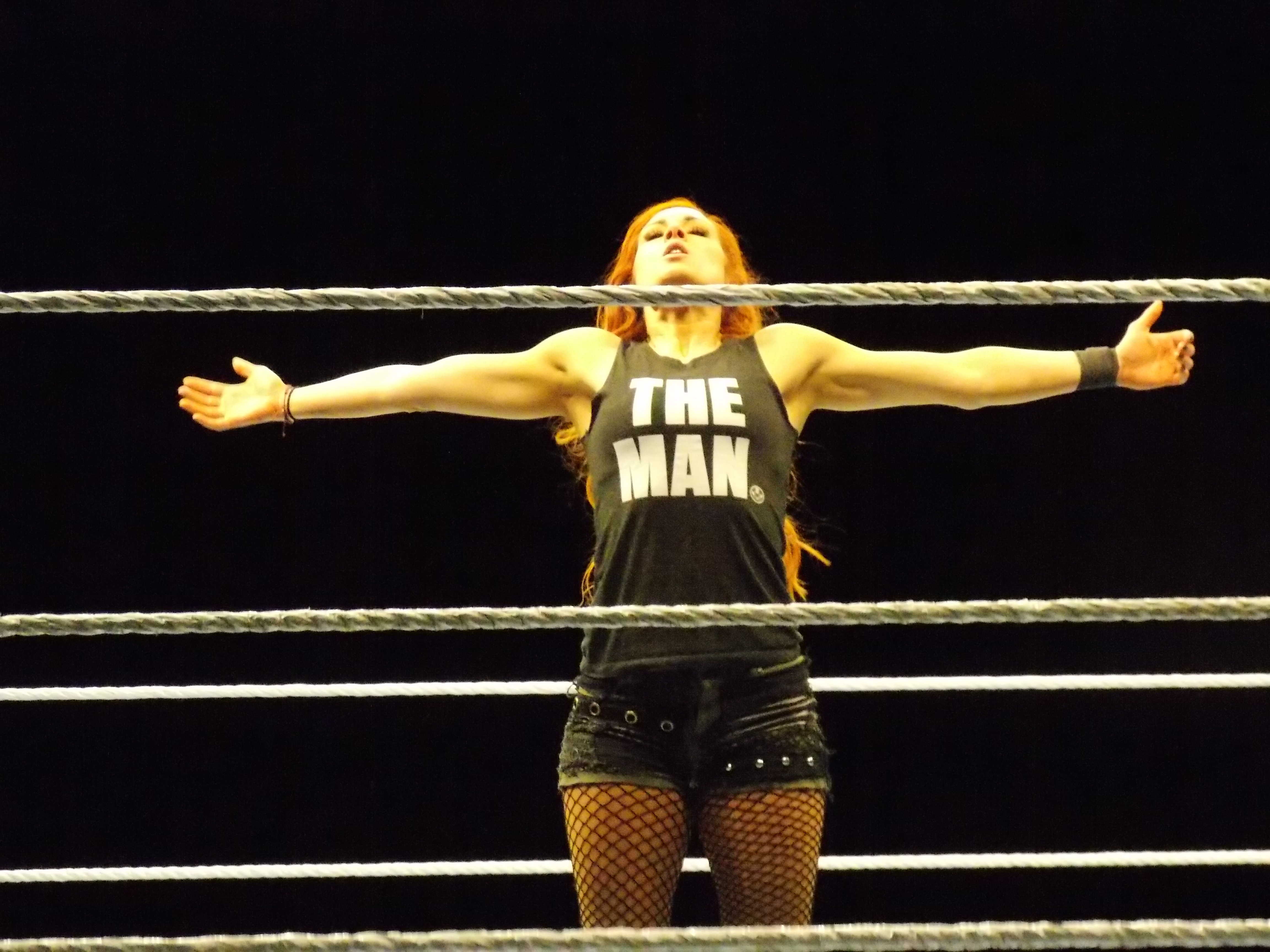
بکی لینچ در سال ۲۰۱۹ برنده مسابقه رویال رامبل زنان شد و انتخابش برای رسلمانیا راندا رَوزی و کمربند زنان راو بود، ولی مِستر مک‌ماهون جای او را به شارلوت فلر داد. سرانجام لینچ دوباره جای خود را در آن مسابقه پس گرفت؛ او در فست‌لین شارلوت را شکست داد تا مسابقه رسلمانیا تریپل ترت شود. سپس فلر در اسمک‌داون برنده کمربند زنان اسمک‌داون شد و مسابقه رسلمانیا به یک مسابقه برنده صاحب همه تریپل ترت تبدیل شد.

در سامِراِسلم، بکی لینچ و شارلوت فلر در یک مسابقه تریپل ترت برای قهرمانی کمربند زنان اسمک‌داون حضور داشتند که فلر پیروز شد. در پایان مسابقه، لینچ به فلر حمله‌ور شد و به دوستی‌شان پایان داد. لینچ در هِل این اِ سِل فلر را شکست داد و قهرمان کمربند اسمک‌داون شد و دشمنی آن‌دو تا ماهها ادامه یافت. در سروایور سیریز، لینچ قرار بود طی یک مسابقه قهرمان مقابل قهرمان با قهرمان کمربند زنان راو یعنی راندا رَوزی مبارزه کند ولی فلر جایگزین او شد چرا که لینچ دچار آسیب دیدگی واقعی شده بود; در این مسابقه، فلر با صندلی و سایر سلاح‌ها به رَوزی حمله کرد. At در تی‌ال‌سی: میزها، نردبان‌ها و صندلی‌ها، رَوزی در مسابقه تی‌ال‌سی: میزها، نردبان‌ها و صندلی‌ها که بین لینچ، فلر و آسکا بود دخالت کرد و باعث باخت لینچ و فلر در آن مسابقه شد. لینچ در رویال رامبل موفق نشد کمربند از دست رفته اسمک‌داون خود را در مسابقه با آسکا، دوباره به‌دست بیاورد ولی در همان شب وارد مسابقه رویال رامبل زنان شد و  با بیرون انداختن آخرین نفر یعنی فلر، با وجود زانوی آسیب دیده، برنده آن مسابقه شد و انتخاب خود برای رسلمانیا را کمربند زنان راو، و راندا رَوزی اعلام کرد. لینچ سپس در اسمک‌داون حاصر شد و پس از درگیری که در آن برنامه با فلر داشت و زانویش آسیب دیده بود، حاضر به انجام آزمایش‌های پزشکی نشد تا استفنی مک‌ماهون او را تا زمانی که آزمایش را انجام ندهد تعلیق کند. هفته بعد مشخص شد که لینچ مشکلی برای مسابقه دادن ندارد ولی مِستِر مک‌ماهون او را به مدت ۶۰ روز تعلیق کرد و فلر را جایگزین او در رسلمانیا کرد. طی هفته‌های بعد از آن، لینچ بیکار ننشست و تعلیقش را نقض کرد و بارها چه به‌صورت فیزیکی و چه در فضای مجازی به فلر و رَوزی حمله کرد. بعد از اینکه رَوزی چند بار خواستار رفع تعلیق لینچ شد، این تعلیق برداشته شد. در فست‌لین، لینچ آسیب دیده با فلر رقابت کرد ولی با دخالت عمدی رَوزی، لینچ با سلب صلاحیت برنده مسابقه شد تا به مسابقه رسلمانیا اضافه شود. پس مسابقه رسلمانیا، یک مسابقه تریپل ترت شد، که بعدتر هم مشخص شد این مسابقه مسابقه اصلی رسلمانیا خواهد بود؛ این اولین مسابقه اصلی زنان در تاریخ رسلمانیا است. فلر هم در قسمت ۲۶ مارچ اسمک‌داون، آسکا را شکست داد و قهرمان کمربند زنان اسمک‌داون شد. در واکنش به این اتفاق، استفنی، این مسابقه را از نوع مسابقه برنده صاحب همه اعلام کرد.

## شرح مسابقات

### مسابقه‌های بخش میانی
مجری رسمی رسلمانیا ۳۵ یعنی الکسا بلیس به تماشاگران خوش‌آمد گفت و سپس هالک هوگان را دعوت کرد تا تماشاگران را به وجد بیاورد. این گفتگو با ورود ناگهانی پل هیمن و قدم زدن او به درون رینگ قطع شد. هیمن که عصبانی بود، گفت که حالا که لزنر در بخش پایانی برنامه (مسابقه اصلی) قرار ندارد، پس او تمام برنامه را منتظر نخواهد ماند تا مسابقه‌اش فرا برسد. لزنر سپس وارد رینگ شد تا از کمربند یونیورسال خود مقابل رالینز دفاع کند، که پس از او وارد رینگ شد. لزنر قبل از اینکه مسابقه آغاز شود به رالینز حمله‌ور شد. او در بیرون رینگ، رالینز را مورد ضرب و شتم قرار داد و حتی به او F5 هم زد. سپس زنگ آغاز مسابقه درون رینگ به صدا در آمد و لزنر به رالینز تعدادی جِرمن سوپلکس زد و او را به سوپلِکس سیتی برد. رالینز سپس لزنر را هُل داد و به داور کوبید و در همین لحظه با یک ضربه غیر قانونی(Low Blow) به دور از چشم داور و همچنین با سه کِرب استامپ(Curb Stomp)، لزنر را از پا درآورد و پیروز مسابقه شد تا اولین بار، قهرمان کمربند یونیورسال دبلیودبلیوئی شود.
سپس ای‌جی استایلز به مبارزه رندی اورتن رفت. در طول مسابقه، اورتن چندین بار خواست به استایلز آرکِی‌اُ بزند ولی هر بار استایلز از آن گریخت. سرانجام اورتن موفق شد این حرکت را روی استایلز اجرا کند ولی استایلز در شمارش دو از پین خارج شد. استایلز سپس در بیرون رینگ، یک فِنامنال فورآرم(Phenomenal Forearm) به اورتن زد و یک بار هم درون رینگ این حرکت را اجرا کرد تا موفق به شکست اورتن شود.
بعد از آن مسابقه، د اوسوس (جیمی و جی اوسو) موفق شدند از کمربندهای تگ تیم اسمک‌داون خود مقابل ریکوشِی و آلیستر بلک، شینسکه ناکامورا و روسف و د بار (سِزارو و شیمس) طی یک مسابقه تگ تیم مرگبار چهارجانبه دفاع کنند. طی مسابقه، در حالیکه سزارو یک دقیقه تمام حرکت جاینت سویینگ را روی ریکوشِی اجرا می‌کرد، شیمس چهار نفر را می‌زد. در پایان، اوسوس با اجرای حرکت دابِل سوپرفلای اسپلَش روی شیمس، موفق به حفظ کمربندهای خود شدند.
سپس شین مک‌ماهون در مسابقه برنده در هر مکان، مقابل د میز به میدان رفت. در ابتدا شین بر میز چیره شد و سپس پدر میز را که تحریک شده بود در درون رینگ مورد ضرب و شتم قرار داد. سپس میز و شین در میان تماشاگران مبارزه کردند. در پایان، میز که چیره شده بود از بالای مکان فیلمبرداری که مرتفع هم بود، یک سوپِرپلِکس به شین زد. با این وجود، چون پس از فرود، بدن شین روی میز قرار داشت، داور شمارش کرد و شین برنده اعلام شد.
سپس، د باس 'ان' هاگ کانکشن (بِیلی و ساشا بنکس) قهرمانان کمربندهای تگ تیم زنان دبلیودبلیوئی طی یک مسابقه تگ تیم مرگبار چهارجانبه مقابل د آیکانیکس بیلی کِی و پیتون رویس)، نایا جکس و تَمینا، و د دیواز آو دوم (بث فینیکس و ناتالیا) قرار گرفتند. در پایان مسابقه، فینیکس روی بِیلی از بالای رینگ، حرکت گلَم اسلَم اجرا کرد. کِی که در همان لحظه، با رویس تگ کرده بود، فینیکس را بیرون انداخت تا خودش بِیلی را پین کند و با هم‌تیمی‌اش در د آیکانیکس، اولین قهرمانی خود را جشن بگیرد.
بعد از آن نوبت دنیل براین بود که از کمربند دبلیودبلیوئی خود مقابل کوفی کینگستون دفاع کند. در بیرون رینگ، روئن سعی کرد نگذارد کوفی دستش به براین برسد ولی هم‌تیمی‌های کوفی در نو دِی یعنی زیویر وودز و بیگ ای با او مقابله کردند تا کوفی براین را به درون رینگ ببرد. براین سپس حرکت Running Knee و سپس قفل LeBelle را اجرا کرد ولی کوفی از آن گریخت. سپس کوفی حرکت خود یعنی Trouble in Paradise را اجرا کرد تا پس از یازده سال سرانجام برای اولین بار قهرمان کمربند دبلیودبلیوئی شود و همچنین سی‌اُمین قهرمان تریپل کرَون و بیستمین قهرمان گرَند اسلَم شود. بیگ ای و وودز کمربند "سازگار با محیط زیست" براین را دور انداختند و کمربند استاندارد دبلیودبلیوئی را به کوفی دادند. سپس دو فرزند کوفی وارد رینگ شدند و با پدرشان و نو دی این قهرمانی را جشن گرفتند.
سپس ساموآ جو از کمربند ایالات متحده خود مقابل ری میستریو دفاع کرد. در همان ابتدا میستریو حرکت 619 را روی جو اجرا کرد ولی جو موفق شد که Coquina Clutch را روی میستریو اجرا کند و میستریو را بیهوش کرده و کمربند خود را حفظ کند.
در مسابقه بعدی، درو مک‌اینتایر مقابل رینز قرار گرفت و در بیشتر مسابقه بر رینز چیره بود و به تحقیر رینز و شیلد پرداخت. پس از اینکه رینز یک Glascow Kiss از مک‌اینتایر دریافت کرد، به طناب رینگ برخورد کرد و در برگشت یک سوپرمن پانچ و سپس حرکت پایانی خود یعنی اسپیِر را زد و پیروز مسابقه شد.
الایِس برای کنسرت رسلمانیا خود وارد رینگ شد. ناگهان جان سینا وارد شد؛ با تیپ و رفتار شخصیت خود در سال ۲۰۰۲ یعنی Doctor of Thuganomics . سینا ابتدا به دیس کردن الایس پرداخت و سپس ناگهان حرکت تمام‌کننده خود در آن سال‌ها یعنی F-U (که حالا Attitude Adjustment نامیده می‌شود) را به الایس زد.
سپس مسابقه نو هولدز بارد تریپل اچ مقابل باتیستا بود با این قرارداد که اگر تریپل اچ ببازد باید بازنشسته شود. شاون مایکلز هم گزارشگر افتخاری مسابقه بود. در اوایل مسابقه، تریپل اچ با دَم‌باریک حلقه بینی باتیستا را از جا درآورد. سپس باتیستا سعی کرد روی میز گزارشگران، حرکت تمام‌کننده خود یعنی باتیستا بام را روی تریپل اچ اجرا کند ولی تریپل اچ او را روی میز انداخت و سپس او را با اسپیر به درون میز کوبید. درون رینگ، باتیستا روی تریپل اچ باتیستا بام و اسپیر زد ولی هر دو بار تریپل در واپسین ثانیه از پین شدن گریخت. تریپل اچ هم درون رینگ، باتیستا را با یک پاور بام روی پلکان فولادی کوبید و سپس یک پدیگری به او زد که او هم در پین موفق نبود. ناگهان ریک فلر که از باتیستا آزرده بود، وارد شد و به تریپل اچ، پُتک معروف او را تحویل داد. تریپل اچ سپس در حالت پرشی، پُتک را به سر باتیستا کوبید و یک پدیگری به او زد تا برنده مسابقه شود و مجبور به بازرنشستگی نشود. پس از این مسابقه، باتیستا از کشتی حرفه‌ای خداحافظی کرد..
سپس بارون کوربین در مسابقه خداحافظی کرت انگِل مقابل او قرار گرفت. کوربین موفق شد حرکت پایانی خود یعنی را اجرا کند و انگِل را شکست دهد. پس از اینکه انگِل صحبتی کوتاه با تماشاگران داشت، از تماشاگران خواست که با دو کلمه معروف یعنی You Suck، او را بدرقه کنند.
در مسابقه پیش از مسابقه اصلی، قهرمان کمربند بین قاره‌ای یعنی بابی لشلی مقابل فین بلر دیمان قرار گرفت. سرانجام بَلر موفق به شکست لشلی شد و برای دومین بار قهرمان این کمربند شد.

### مسابقه اصلی
در مسابقه اصلی یا مِین ایوِنت که اولین مسابقه اصلی زنان در تاریخ رسلمانیا بود، بکی لینچ طی یک مسابقه برنده صاحب همه تریپل ترت برای قهرمانی کمربند زنان راو و کمربند زنان اسمک‌داون مقابل راندا رَوزی (قهرمان راو) و شارلوت فلر (قهرمان اسمک‌داون) قرار گرفت. در پایان، فلر قفل پای Figure-Eight را روی رَوزی اجرا کرد ولی لینچ آن را شکست و سپس رَوزی و لینچ، فلر را به درون میز چوبی انداختند و آن را در هم شکستند. سپس رَوزی حرکت Piper's Pit را روی لینچ اجرا کرد ولی لینچ موفق شد آن را به یک پینِ در حالت رُل‌آپ تبدیل کند و رَوزی را پین کند و برنده مسابقه شود – اولین بار بود که رَوزی پین می‌شد – بدین‌ترتیب لینچ صاحب هردو کمربند زنان راو و اسمک‌داون شد — این اولین قهرمانی راو برای او و سومین قهرمانی اسمک‌داون او بود که رکوردش را در این کمربند با فلر برابر کرد.

## نتایج
| #                                                                                                 | نتایج | نوع مسابقه                                                                          | مدت زمان |
| ------------------------------------------------------------------------------------------------- | --- | ----------------------------------------------------------------------------------- | -------- |
| ۱پ                                                                                                | تونی نیس پیروز مقابل بادی مرفی (c)                                                                                                  | مسابقه تک نفره برای قهرمانی کمربند میان‌وزن دبلیودبلیوئی                             | 10:40    |
| ۲پ                                                                                                | کارمِلا پیروز با بیرون انداختن آخرین نفر یعنی سارا لوگان                                                                             | مسابقه بتل رویال برای تصاحب تندیس بتل رویال رسلمانیا زنان                           | 10:30    |
| ۳پ                                                                                                | کرت هاوکینز و زک رایدر پیروز مقابل د ریوایوال (دش وایلدر و اسکات داوسون) (c)                                                        | مسابقه تگ تیم برای قهرمانی کمربندهای تگ تیم راو                                     | 13:20    |
| ۴پ                                                                                                | براون استرومن پیروز با بیرون انداختن آخرین نفر یعنی کالین جاست                                                                      | مسابقه بتل رویال برای تندیس یادبود آندره د جاینت                                    | 10:20    |
| ۵                                                                                                 | سث رالینز پیروز مقابل براک لزنر (c) (با همراهی پل هیمن)                                                                             | مسابقه تک نفره برای قهرمانی کمربند یونیورسال دبلیودبلیوئی                           | 2:30     |
| ۶                                                                                                 | ای‌جی استایلز پیروز مقابل رندی اورتن                                                                                                 | مسابقه تک نفره                                                                      | 16:20    |
| ۷                                                                                                 | د اوسوس (جیمی اوسو و جی اوسو) (c) پیروز مقابل ریکوشِی و آلیستر بلک مقابل شینسکه ناکامورا و روسف مقابل د بار (سِزارو وشیمس)            | مسابقه تگ تیم مرگبار چهارجانبه برای قهرمانی کمربندهای تگ تیم اسمک‌داون               | 10:10    |
| ۸                                                                                                 | شین مک‌ماهون پیروز مقابل د میز | مسابقه پیروزی در هر مکان                                                            | 15:30    |
| ۹                                                                                                 | د آیکانیکس (بیلی کِی و پیتون رویس) پیروز مقابل د باس 'ان' هاگ کانکشن (بِیلی و ساشا بنکس) (c)، نایا جکس و تَمینا، و بث فینیکس و ناتالیا | مسابقه تگ تیم مرگبار چهارجانبه برای قهرمانی کمربندهای تگ تیم زنان دبلیودبلیوئی      | 10:45    |
| ۱۰                                                                                                | کوفی کینگستون (با همراهی بیگ ای و زیویر وودز) پیروز مقابل دنیل براین (c) (با همراهی روئن)                                           | مسابقه تک نفره برای قهرمانی کمربند دبلیودبلیوئی                                     | 23:45    |
| ۱۱                                                                                                | ساموآ جو (c) پیروز مقابل ری میستریو                                                                                                 | مسابقه تک نفره برای قهرمانی کمربند ایالات متحده                                     | 1:00     |
| ۱۲                                                                                                | رومن رینز پیروز مقابل درو مک‌اینتایر                                                                                                 | مسابقه تک نفره                                                                      | 10:10    |
| ۱۳                                                                                                | تریپل اچ پیروز مقابل باتیستا | مسابقه نو هولدز بارد اگر تریپل اچ می‌باخت، مجبور به بازنشستگی از کشتی گرفتن بود.     | 24:45    |
| ۱۴                                                                                                | بارون کوربین پیروز مقابل کرت انگل                                                                                                   | مسابقه تک نفره این مسابقه، مسابقه خداحافظی کرت انگل بود.                            | 6:05     |
| ۱۵                                                                                                | فین بَلر پیروز مقابل بابی لشلی (c) (با همراهی لیو راش)                                                                               | مسابقه تک نفره برای قهرمانی کمربند بین قاره‌ای                                       | 4:05     |
| ۱۷                                                                                                | بکی لینچ پیروز مقابل راندا رَوزی (c راو) مقابل شارلوت فلر (c اسمک‌داون)                                                               | مسابقه برنده صاحب همه تریپل ترت برای قهرمانی کمربند زنان راو و کمربند زنان اسمک‌داون |          |
| - (c) – نشان‌دهنده قهرمان(هایی) است که به میدان می‌روند - پ – نشان‌دهنده این است که مسابقه در پری–شو | |                                                                                     |          |

1. ↑  ترتیب حذف‌شدگان: ماریا کانلیس، نیکی کراس، کندیس لُورِی، نِیومی، امبر مون، لانا، کاییری سین، روبی رایت، لیو مورگان، زلیندا وگا، دینا بروک، مندی رز، میکی جیمز، سونیا دِویل، آسکا
2. ↑  ترتیب حذف‌شدگان: کورتیس اکسل، لینس دورادو، تایلر بریز، ای‌سی۳، شلتون بنجامین، بو دالاس، هیث اسلِیتر، تایتوس اونیل، نو وی خوزه، کارل اندرسون، راینو، بابی رود، گرن متالیک، کالیستو، چاد گیبل، کانِر، ویکتور، لوک گالوز، اوتیس، تاکر، جیندر ماهال، لوک هارپر، علی، آپولو کروز، آندراده، مت هاردی، جف هاردی، مایکل چه

### تورنمنت رقیب #۱ برای کمربند میان‌وزن دبلیودبلیوئی
|  | دور اول ۲۰۵ لایو (2/26, 3/5) | دور اول ۲۰۵ لایو (2/26, 3/5) | دور اول ۲۰۵ لایو (2/26, 3/5) |             |     | نیمه‌نهایی ۲۰۵ لایو (3/12) | نیمه‌نهایی ۲۰۵ لایو (3/12) | نیمه‌نهایی ۲۰۵ لایو (3/12) |  |  | فینال ۲۰۵ لایو (3/19) | فینال ۲۰۵ لایو (3/19) | فینال ۲۰۵ لایو (3/19) |
|  |                              |                              |                              |             |     |                           |                           |                           |  |  |                       |                       |                       |
|  | تونی نیس                     | تونی نیس                     | پین                          |             |     |                           |                           |                           |  |  |                       |                       |                       |
|  | کالیستو                      |                              |                              |             |     |                           |                           |                           |  |  |                       |                       |                       |
|  |                              | تونی نیس                     | تونی نیس                     | پین         |     |                           |                           |                           |  |  |                       |                       |                       |
|  |                              |                              |                              | پین         |     |                           |                           |                           |  |  |                       |                       |                       |
|  |                              | درو گولاک                    |                              |             |     |                           |                           |                           |  |  |                       |                       |                       |
|  | د براین کندریک               |                              |                              |             |     |                           |                           |                           |  |  |                       |                       |                       |
|  |                              |                              |                              |             |     |                           |                           |                           |  |  |                       |                       |                       |
|  | درو گولاک                    | درو گولاک                    | تسلیم                        |             |     |                           |                           |                           |  |  |                       |                       |                       |
|  |                              |                              |                              |             |     |                           |                           |                           |  |  | تونی نیس              | تونی نیس              | پین                   |
|  |                              |                              | سدریک الکساندر               |             |     |                           |                           |                           |  |  |                       |                       |                       |
|  | هومبرتو کاریو                |                              |                              |             |     |                           |                           |                           |  |  |                       |                       |                       |
|  | اونی لورکان                  | اونی لورکان                  | پین                          |             |     |                           |                           |                           |  |  |                       |                       |                       |
|  | اونی لورکان                  | اونی لورکان                  | پین                          | اونی لورکان |     |                           |                           |                           |  |  |                       |                       |                       |
|  |                              |                              |                              |             |     |                           |                           |                           |  |  |                       |                       |                       |
|  |                              | سدریک الکساندر               | سدریک الکساندر               | پین         |     |                           |                           |                           |  |  |                       |                       |                       |
|  | سدریک الکساندر               | سدریک الکساندر               | سدریک الکساندر               | پین         | پین |                           |                           |                           |  |  |                       |                       |                       |
|  | سدریک الکساندر               | سدریک الکساندر               |                              |             | پین |                           |                           |                           |  |  |                       |                       |                       |
|  | آکیرا توزاوا                 |                              |                              |             |     |                           |                           |                           |  |  |                       |                       |                       |

## بازخورد منتقدین
این رویداد بیشتر با بازخورد مثبت منتقدین و بینندگان همراه بود. با این حال، بیشتر نقدها متوجه زمان طولانی این رویداد بود. با حساب مسابقات پیش‌نمایش، این رویداد، هفت ساعت و نیم طول کشید، مدت زمانی که در تمام تاریخ برنامه‌های کمپانی، بی‌مانند بود. داستان بکی لینچ-شارلوت فلر هم بخاطر شباهت زیاد به داستان دنیل براین در رسلمانیا ۳۰ مقابل روءسا مورد نقد بود.
براین کمپل از سی‌بی‌اس اسپورتس ضمن تحسین مسابقه کوفی کینگستون و دنیل براین برای قهرمانی کمربند دبلیودبلیوئی گفت که بعد از 11 سال طولانی سرانجام مشکلی برای کوفی وجود نداشت و همه‌اش خوشی بود(اشاره به حرکت تمام‌کننده کوفی یعنی دردسر در خوشی یا Trouble in Paradise). "ورزشکار کهنه‌کار کمپانی و یکی از سه عضو نو دِی پیروزی امیدبخش و زیبایی را پس از سالها سختی بدست آورد؛ پیروزی که با داستان‌گویی خوبی همراه بود. قهرمانی کینگستون بعنوان تنها دومین قهرمان آفریقایی-آمریکایی کمپانی تا دو ماه پیش هم دور از انتظار بود ولی حرکات زیبای درون رینگ کوفی و حمایت پایان‌ناپذیر تماشاگران، آن را منطقی جلوه داد." او همچنین مسابقه شین و میز را تحسین کرد و گفت که "اگر آن را کوبیدن ماشینها به هم توصیف کنیم، این مسابقه شاهکاری هنرمندانه از این اتفاق بود. نه‌تنها نفرت و حالت تهاجمی شدید میز در این مسابقه به زیبایی آن کمک کرد، بلکه داستان محافظت او از پدرش مقابل مک‌ماهون و همچنین استفاده مناسب و خلاقانه از محیط استادیوم بسیار هوشمندانه بود."

## پسایند
شب بعد، در راو پس از رسلمانیا، دِ مَن بکی لینچ قهرمان جدید هردو کمربند زنان اسمک‌داون و راو از همه تماشاگران بخاطر همه پشتیبانی‌شان سپاسگزاری کرد و گفت "فلر و رَوزی از داشته‌هایشان می‌گفتند، ولی من در رسلمانیا بدون هیچ چیزی وارد رینگ شدم و با همه چیز بیرون آمدم" او گفت که نگران فلر نیست چرا که خانواده مک‌ماهون برای اینکه او زیاد ناراحت نشود، یک کمربند تگ تیم یا چیزی شبیه آن را به او خواهند داد ولی رَوزی میتواند هر وقت آمادگی دارد مسابقه مجدد خود را با لینچ داشته باشد. او بخاطر داشتن هردو کمربند، خود را "بِکی تو بِلتس" نامید. سپس به همه زنان کشتی‌گیر کمپانی هشدار داد و گفت آماده است با آنها مبارزه کند. در حالیکه او مشغول بیرون رفتن بود، لِیسی اِوِنس وارد میدان شد و به او حمله کرد و آن‌دو برای چند لحظه با هم زد و خورد کردند. شب بعد در اسمک‌داون، بکی گفت اگرچه هفته بعد، تغییر برَند برای برخی کشتی‌گیران انجام خواهد شد، این برای او فرقی ندارد چون او بعنوان قهرمان کمربندهای هردو برَند، در هردو برنامه راو و اسمک‌داون حاضر خواهد بود. او همچنین دوباره به همه کشتی‌گیران هشدار داد و گفت "من از جهنم گذشتم تا این دوکمربند را به دست آوردم؛ پس بدانید که برای به‌دست آوردن آنها، با یک اهریمن مو قرمز طرف هستید". وقتی او در حال خروج از رینگ بود دوباره اِوِنس از پشت به او حمله کرد.
قهرمان جدید یونیورسال سث رالینز اعلام کرد لزنر و هیمن در لاس وگاس در حال مذاکره برای آینده لزنر هستند ولی برای او هیچ اهمیتی ندارد که لزنر چکار می‌کند؛ او گفت که برخلاف لزنر، یک قهرمان مبارزه‌گر خواهد بود. سپس د نو دی وارد رینگ شد و قهرمان جدید دبلیودبلیوئی یعنی کوفی کینگستون پس از تبریک به رالینز گفت که پس از دیدن لینچ که قهرمان هر دو کمربند شده، او(کوفی) هم میخواهد رالینز را به یک مسابقه برنده صاحب همه چیز به مبارزه بطلبد، همان شب در راو؛ رالینز این چالش را پذیرفت. با این حال، این مسابقه با سلب صلاحیت ناتمام ماند چون د بار اول به کوفی و بعد به رالینز حمله کردند. رالینز به کوفی گفت که آنها آن مسابقه ناتمام را در زمانی دیگر به پایان خواهند رساند ولی حالا میخواهد در کنار کوفی با د بار مسابقه تگ تیم دهد. رالینز و کوفی این مسابقه را بُردند. شب بعد در اسمک‌داون، نو دی درون رینگ بودند و مشغول جشن گرفتن پیروزی کوفی و قهرمانی در رسلمانیا بودند که دِ بار وارد شدند. آنها گفتند که به کینگستون در راو حمله کردند تا جلوی از دست دادن کمربندش به رالینز را بگیرند. سپس آنها را به یک مسابقه تگ تیم شش نفره دعوت کردند و یار خود را هم درو مک‌اینتایر اعلام کردند؛ نو دی این مسابقه را با پیروزی به پایان رساند.
بارون کوربین در حال خودستایی بخاطر پیروزی بر انگِل در مسابقه خداحافظی انگِل بود که انگل وارد شد و با او دست داد و برایش آرزوی شانس کرد؛ البته آرزوی بدشانسی! سپس بر روی او حرکت انگِل اسلَم و بعد هم انکِل لاک را اجرا کرد. سپس لارس سولیوان با ورود ناگهانی به رینگ، کار خود را در بخش اصلی دبلیودبلیوئی آغاز کرد و به انگِل حمله کرد.
خانواده مک‌ماهون به الایِس اجازه دادند که بخاطر به‌هم خوردن کنسرتش در رسلمانیا توسط سینا، در راو بعد از رسلمانیا آن را اجرا کند. الایِس از این فرصت برای دیس کردن سینا استفاده کرد. او گفت اینبار هر کسی در اجرای او خللی ایجاد کند یک "مرد مرده"(Dead Man) خواهد بود. در این لحظه بود که آهنگ ورودی مرد مرده یعنی آندرتیکر پخش شد و او وارد رینگ شد و بر روی الایس که شوکه شده بود حرکات چُک‌اسلَم و سنگ قبر کوب(Tombstone Piledriver) را اجرا کرد. شایان ذکر است که رسلمانیا ۳۵ تنها رسلمانیا در طی ۱۹ سال اخیر بود که آندرتیکر بخشی از آن نبود.
سمی زین پس از ماهها مصدومیت بازگشت و درخواست مبارزه با هرکسی را داد. فین بَلر قهرمان کمربند بین قاره‌ای وارد شد و بر سر کمربند خود با زین مسابقه داد و موفق به پیروزی و حفظ کمربند خود شد.
همچنین دین امبروز که قراردادش را با دبلیودبلیوئی تمدید نکرد، قرار بود در آخرین مسابقه‌اش پیش از خداحافظی از دبلیودبلیوئی، با بابی لشلی مسابقه دهد ولی این مسابقه انجام نشد چون بابی لشلی پس از توهین به همسر امبروز یعنی رنه یانگ و تحریک او، پیش از آغاز امبروز را مورد ضرب و شتم قرار داد. امبروز پس از اینکه برنامه از آنتن زنده خارج شد، به دعوت رالینز و رینز وارد رینگ شد تا چند لحظه‌ای با تماشاگران صحبت و از آنها خداحافظی کند. او گفت که او شیرین ترین لحظه را تجربه کرد وقتی رالینز "کلّه بزرگ و احمق" لزنر را به زمین کوبید و برنده کمربند یونیورسال شد. همچنین گفت که لحظه شیرین دیگر او هم پیروزی رینز بر سرطان بود. او گفت وقتی اولین بار با شیلد وارد برنامه‌ها شدند برخی او و رالینز را دو احمق و رینز را یک فوتبالیست بدردنخور می‌خواندند ولی حالا آنها موفق‌ترین هستند. سپس او و برادرانش مشت خود را کنار هم گذاشتند و آهنگ شیلد نواخته شد تا پایان امبروز در کمپانی آغاز شود.
د ریوایوال هم مسابقه مجدد خود را با زک رایدر و کرت هاوکینز برگزار کردند که هاوکینز و رایدر موفق به حفظ کمربند خود شدند.
در اسمک‌داون، د اوسوس برای حفظ کمربندهای تگ تیم اسمک‌داون خود مقابل هاردی بویز(مت هاردی و جف هاردی) قرار گرفتند ولی مسابقه را باختند و برادران هاردی قهرمانان جدید این کمربندها شدند. پس از مسابقه، لارس سولیوان این‌بار به برادران هاردی حمله‌ور شد.
در توییتر، مجری رسمی رسلمانیا ۳۵ یعنی الکسا بلیس، تیم د باس 'ان' هاگ کانکشن را بخاطر از دست دادن کمربندهای تگ تیم‌شان به د آیکانیکس (بیلی کِی و پیتون رویس) مسخره کرد. او گفت که هردو آنها را یک‌جا می‌تواند شکست دهد. د گادِس البته در راو این کار را کرد؛ او با بِیلی مسابقه داد و او را شکست داد. شب بعد در اسمک‌داون، قهرمانان جدید یعنی د آیکانیکس گفتند که آنها بر خلاف تصور همگان قهرمان شدند. آنها سپس گفتند که قهرمان مبارز خواهند بود پس حالا می‌خواهند برای حفظ کمربندشان مبارزه کنند؛ البته با یک تگ تیم آماتور محلی: د بروکلین بِلز (کاریسا و کریستِن). آنها البته این مسابقه را بُردند و کمربندهای خود را حفظ کردند. پِیج در پشت صحنه بود و در مصاحبه گفت که او حواسش به قهرمانان جدید هست و هفته بعد، تیم جدیدی را به برنامه خواهد آورد.
قهرمان مسابقه بَتِل رویال زنان در رسلمانیا یعنی کارمِلا با آر-تروث در حال جشن گرفتن بود که ساموآ جو قهرمان کمربند ایالات متحده وارد شد و به تروث حمله کرد. جو سپس ادعا کرد که نفر بعدی را در سریعتر از مدت‌زمان مسابقه با ری میستریو شکست خواهد داد. ناگهان براون استرومن برنده مسابقه تندیس آندره د جاینت وارد رینگ شدو آن‌دو با هم زد و خورد کردند.
شین مک‌ماهون وارد رینگ شد و درباره شکست دادن میز خودستایی کرد. او گفت میز اینجا نیست چون دارد از پدرش مراقبت می‌کند. او تاکید که که بهترین در دنیا(The Best in the World) است و در کنار جام خود ژست گرفت  و پشت سر هم از گرِگ همیلتون که گوینده نام کشتی‌گیران است خواست که او را بهترین در دنیا خطاب کند. اگرچه در طی این بخش، تماشاگران نام بهترین در دنیای اصلی را صدا می‌زدند یعنی سی‌ام پانک.
در ۲۰۵ لایو، بادی مرفی مسابقه مجدد برای قهرمانی کمربند میان‌وزن دبلیودبلیوئی داشت ولی قهرمان جدید یعنی تونی نیس کمربند خود را حفظ کرد.